# Mercedes-Benz M120
Mercedes-Benz M120 — бензиновый двенадцатицилиндровый двигатель производства Mercedes-Benz, который впервые начали устанавливать на S-Classe (W140).
Блок двигателя выполнен из алюминия, стенки цилиндров покрыты алюсилом. Шатуны стальные, кованые. Головки блока цилиндров также выполнены из алюминия и имеют по 4 клапана на цилиндр с использованием двух распредвалов (ГРМ типа DOHC). Привод распредвалов — двухрядной цепью. Угол развала 60 градусов.
Первые автомобили с двигателем М120 были представлены в Европе с 1991 по 1993 годы, они имели мощность в 408 л. с. Позже в 1992 году двигатель представили в Северной Америке. Впоследствии мощность двигателя была несколько понижена, чтобы вписаться в экологические нормы, и в остальные годы производства, с 1993 по 2001 год, двигатели имели мощность 394 л. с. 
Ресурс двигателя составляет около 350 000 км.
Двигатель М120 и его модификации применялся на следующих автомобилях:
- Старшие автомобили семейства Mercedes-Benz W140 и  Mercedes-Benz R129; 600SEC (W140), S600 (C140), CL600 (C140) — 1992—1999, 600SEL (W 140), S600 (W140) — 1991—1999,  600SL (R129), SL600 (R129) — 1992—2002.
- Mercedes-Benz CLK GTR
- Chrysler ME Four-Twelve
- Hongqi L5 (потенциально имеет двигатель разработанный на основе М120, с немного уменьшенным рабочим объёмом и крутящим моментом, а также другим впускным коллектором).
- Isdera Commendatore 112i
- Laraki Borac
- Lotec Sirius (версия М120 с двойным турбонаддувом)
- Mega Monte Carlo
- Mega Track
- Pagani Zonda

## Версии М120

### Mercedes-Benz CLK GTR
Двигатель устанавливался и на гоночные автомобили, одним из которых был CLK GTR. CLK GTR строился компанией Mercedes-AMG для участия в Чемпионате FIA GT, который состоялся в 1997 году. После окончания этого чемпионата автомобиль продавался в дорожных версиях. Двигатель М120 был установлен со стандартным объёмом, но мощность двигателя была увеличена до 690 л.с. В 1999 году объем двигателей был увеличен компанией британской компанией Ilmor до 6.9 л, было построено 25 автомобилей.

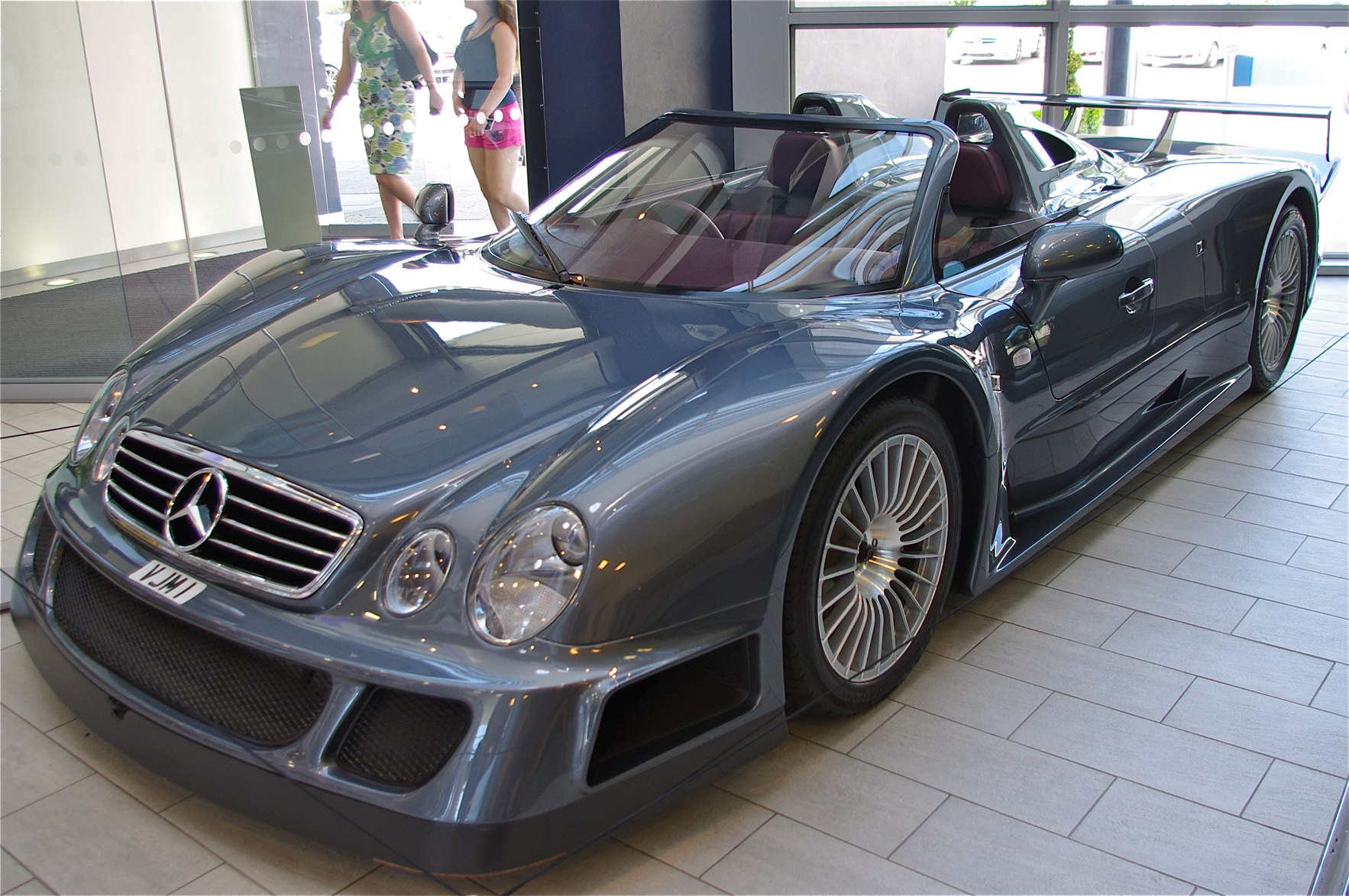
Дорожный кабриолет Mercedes CLK GTR, принадлежавший Хассаналу Болкиаху.

### Двигатель M297
Двигатель объемом 6.9 л, установленный на CLK GTR, получил собственное обозначение - M297. Впоследствии и без того огромный по объёму блок, унаследованный от М120 был увеличен компанией Mercedes-AMG до 7.3 л. В результате получился  двигатель, который применялся на автомобилях Mercedes-Benz CLK GTR SuperSport (было построено всего 2 автомобиля, по другим данным -3), Pagani Zonda и других.
Степень сжатия была увеличена до 10.5:1, а ресурс двигателя снизился до 300 000 км. Мощность двигателей в зависимости от настройки составляла от 630 до 800 л.с. 
Производство этого двигателя было прекращено в 2016 году из-за ужесточения экологических норм.

### Mercedes-Benz S600L Brabus и другие автомобили с двигателем 7.3 л
Автомобиль был выпущен 1996 году компанией Brabus, он имел двигатель M120,  увеличенный компанией Mercedes-AMG до объёма 7.3 литра. Мощность двигателя составила "скромные" 582 л.с., а крутящий момент 772 Нм при 4000 об/мин. Максимальная скорость автомобиля составляла 305 км/ч при массе свыше 2 тонн. Седан получил классически скромные, традиционные для Brabus, бампера и пороги, весь автомобиль окрашивали в чёрный, включая и хромированные детали. Также, чтобы остановить огромный седан, пришлось полностью заново разработать тормоза, установив  12-поршневые суппорта спереди и 6-поршневые сзади. 
Такой же двигатель был установлен на крайне редком родстере Mercedes-Benz SL73 AMG, было построено всего 85 машин.
Mercedes—AMG также выполнил особый заказ автомобилей с 7.3 л. двигателем M120, и, как ни странно, это был универсал. 18 универсалов с маркировкой S73 T Kombi были изготовлены и 10 из них были поставлены султану Брунея Хассаналу Болкиаху, который и сделал заказ.
Двигатель с объемом 7.4 л
Компания  RENNtech в том же 1996 году выпустила тюнинговую версию автомобиля Mercedes-Benz W210 E320, установив  двигатель объемом 7.414 л, который начал выдавать 620 л. с. и 848 Нм крутящего момента. Этот автомобиль по результатам тестов журнала «Car & Driver», в то время стал быстрейшим седаном в мире с максимальной скоростью 318 км/ч (330 км/ч по другим источникам).
Двигатель с объемом 7.05 л
Существовала также версия объемом 7.05 л, разработанная AMG, двигатель устанавливался на родстере Mercedes-Benz SL70 AMG R129. Было построено всего 150 автомобилей.
В 2004 году двигатель был применен на суперкаре Pagani Zonda C12F.

## Pagani Zonda
Не секрет, что Pagani устанавливает на свои автомобили двигатели от AMG. Первой машиной Pagani с двигателем AMG была Pagani Zonda, и это был именно М120. На Zond`у устанавливали как двигатели со стоковым объёмом в 6 литров, так и 7.3-литровых монстров, и те и другие имели доработки AMG.
Были выпущены такие модификации Pagani:
- Pagani Zonda С12 (6.0 400 л. с.)
- Pagani Zonda С12S (7.0 540 л. с.)

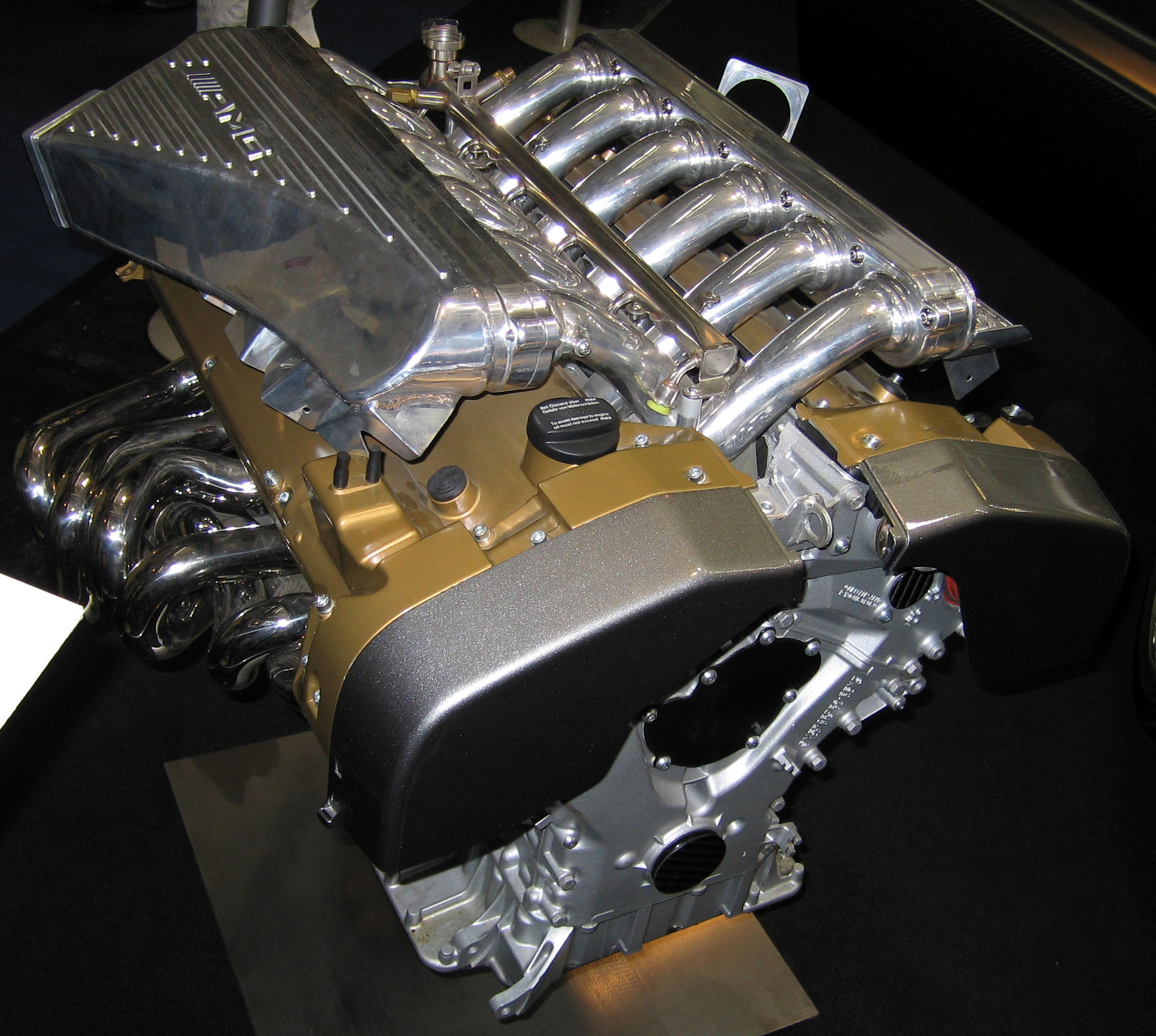
Двигатель М120 в Pagani Zonda F

- Pagani Zonda C12-S7.3 (7.3 547 л. с.)
- Pagani Zonda GR (7.0 590 л. с.)
- Pagani Zonda F (7.3 594 л. с.)
- Pagani Zonda Cinque (7.3 678 л. с.)
- Pagani Zonda Tricolore (7.3 670 л. с.)
- Pagani Zonda R (6.0 750 л. с.)
- Pagani Zonda R Evoluzione (6.0 760 л. с.)
- Pagani Zonda Revolucion (6.0 800 л. с.)
- Pagani Zonda HP Barchetta (7.3 800 л. с.)
- Pagani Zonda Revo Barchetta (6.0 800 л. с.)